# 마리야 바칼로바
마리야 벌체바 바칼로바(불가리아어: Мария Вълчева Бакалова, 불가리아어 발음: [mɐˈrijɐ ˈvɤɫt͡ʃɛvɐ bɐˈkaɫovɐ], 1996년 6월 4일~)는 불가리아의 배우이다. 2020년 영화 《보랏 속편》의 투타르 사그디예프 역을 통해서 전 세계적으로 이름을 알렸다. 이 역을 통해서 전미 비평가 협회 여우조연상과 크리틱스 초이스 여우조연상을 수상했으며, 아카데미 여우조연상과 골든 글로브상 뮤지컬 코미디 영화 여우주연상 후보에 올랐다.

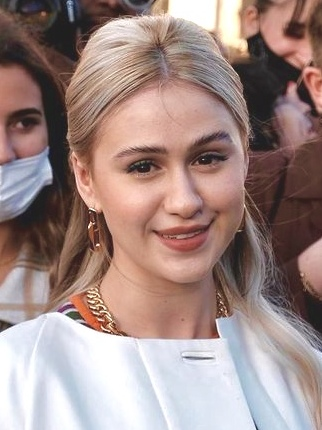
2021년 파리 패션 위크당시의 바칼로바

## 출연 작품

### 영화
- 보랏 속편 (2020) - 투타르 사그디예프 역
- 더 버블 (2022) - 아니카 역
- 공포의 파티 (2022) - 비 역
- 가디언즈 오브 갤럭시: Volume 3 (2023) - 우주견 코스모 역 (목소리)
- 어프렌티스 (2024) - 이바나 트럼프 역

### 텔레비전
- 가디언즈 오브 갤럭시 홀리데이 스페셜 (2022) - 우주견 코스모 역 (목소리)